# 뿔말
뿔말은 가래과의 여러해살이풀로 학명은 Zannichellia palustris이다.

## 분포
온대에서 열대에 걸쳐 분포하는 여러해살이풀로 민물 또는 바닷물이 섞이는 곳에서 자란다.

## 특징
땅속줄기가 옆으로 뻗으며 두 마디마다 가지가 나와서 위로 자란다. 잎은 실처럼 가늘게 생겼으며 턱잎은 원줄기를 감싼다. 꽃은 1가화이며 같은 꽃줄기에 수꽃과 암꽃이 달린다. 수꽃은 1개의 수술이 있고 암꽃은 꽃받침이 있으며 2-5개의 암술은 떨어지고 암술머리의 끝이 나팔처럼 퍼진다. 열매는 반월형이며 대가 있다. 기본종은 열매의 대가 거의 없거나 아예 없으며 보다 북쪽에서 자란다.